# Internazionali di Francia 1961 - Doppio maschile
Il doppio maschile del torneo di tennis Internazionali di Francia 1961 si è disputato dal 15 al 27 maggio sui campi in terra rossa dello stadio Roland Garros di Parigi in Francia.
In una finale tutta australiana Rod Laver e Roy Emerson hanno sconfitto Robert Howe e Bob Mark col punteggio di 3–6, 6–1, 6–1, 6–4. La pioggia ha condizionato l'incontro negli ultimi tre set rendendo il terreno particolarmente scivoloso, Mark si è infortunato nel secondo parziale favorendo la rimonta di Laver ed Emerson.

## Tabellone

### Legenda
| - Q = Qualificato - WC = Wild card - LL = Lucky loser | - ALT = Alternate - SE = Special Exempt - PR = Protected Ranking | - w/o = Walkover - r = Ritirato - d = Squalificato |

### Finali
|  | Semifinali               | Semifinali               | Semifinali               | Semifinali               | Semifinali | Semifinali | Semifinali |  |  | Finale                | Finale                | Finale                | Finale | Finale | Finale | Finale |  |
|  |                          |                          |                          |                          |            |            |            |  |  |                       |                       |                       |        |        |        |        |  |
|  | Rod Laver Roy Emerson    | Rod Laver Roy Emerson    | Rod Laver Roy Emerson    | Rod Laver Roy Emerson    | 6          | 6          | 8          |  |  |                       |                       |                       |        |        |        |        |  |
|  | Adrian Bey Robin Sanders | Adrian Bey Robin Sanders | Adrian Bey Robin Sanders | Adrian Bey Robin Sanders | 1          | 1          | 6          |  |  | Rod Laver Roy Emerson | Rod Laver Roy Emerson | Rod Laver Roy Emerson | 3      | 6      | 6      | 6      |  |
|  | Bob Hewitt Fred Stolle   | Bob Hewitt Fred Stolle   | 6                        | 6                        | 6          | 9          | 4          |  |  | Robert Howe Bob Mark  | Robert Howe Bob Mark  | Robert Howe Bob Mark  | 6      | 1      | 1      | 4      |  |
|  | Robert Howe Bob Mark     | Robert Howe Bob Mark     | 8                        | 1                        | 2          | 11         | 6          |  |  |                       |                       |                       |        |        |        |        |  |

### Parte alta

#### Sezione 1
|  | Primo turno                          | Primo turno                          | Primo turno                          | Primo turno                          | Primo turno                   | Primo turno                   | Primo turno |  |  | Secondo turno                       | Secondo turno                       | Secondo turno                 | Secondo turno                 | Secondo turno                 | Secondo turno                 | Secondo turno |   |   | Terzo turno                 | Terzo turno                 | Terzo turno                 | Terzo turno                 | Terzo turno                 | Terzo turno | Terzo turno |   |   | Quarti di finale | Quarti di finale | Quarti di finale | Quarti di finale | Quarti di finale | Quarti di finale | Quarti di finale |  |
|  |                                      |                                      |                                      |                                      |                               |                               |             |  |  |                                     |                                     |                               |                               |                               |                               |               |   |   |                             |                             |                             |                             |                             |             |             |   |   |                  |                  |                  |                  |                  |                  |                  |  |
|  |                                      |                                      |                                      |                                      |                               |                               |             |  |  | Rod Laver Roy Emerson               | Rod Laver Roy Emerson               | Rod Laver Roy Emerson         | Rod Laver Roy Emerson         | 6                             | 6                             | 6             |   |   |                             |                             |                             |                             |                             |             |             |   |   |                  |                  |                  |                  |                  |                  |                  |  |
|  |                                      |                                      |                                      |                                      |                               |                               |             |  |  | Akhtar Ali Andrzej Licis            | Akhtar Ali Andrzej Licis            | Akhtar Ali Andrzej Licis      | Akhtar Ali Andrzej Licis      | 3                             | 4                             | 4             |   |   |                             |                             |                             |                             |                             |             |             |   |   |                  |                  |                  |                  |                  |                  |                  |  |
|  |                                      |                                      |                                      |                                      |                               |                               |             |  |  |                                     |                                     |                               |                               |                               |                               |               |   |   | Rod Laver Roy Emerson       | Rod Laver Roy Emerson       | Rod Laver Roy Emerson       | Rod Laver Roy Emerson       | 14                          | 8           | 7           |   |   |                  |                  |                  |                  |                  |                  |                  |  |
|  | José Edison Mandarino Julian Mayers  | José Edison Mandarino Julian Mayers  | José Edison Mandarino Julian Mayers  | José Edison Mandarino Julian Mayers  | 6                             | 6                             | 6           |  |  |                                     |                                     | Premjit Lall Jaidip Mukerjea  | Premjit Lall Jaidip Mukerjea  | Premjit Lall Jaidip Mukerjea  | Premjit Lall Jaidip Mukerjea  | 12            | 6 | 5 |                             |                             |                             |                             |                             |             |             |   |   |                  |                  |                  |                  |                  |                  |                  |  |
|  | Eduardo Argon Gene Scott             | Eduardo Argon Gene Scott             | Eduardo Argon Gene Scott             | Eduardo Argon Gene Scott             | 2                             | 4                             | 3           |  |  | José Edison Mandarino Julian Mayers | José Edison Mandarino Julian Mayers | 1                             | 6                             | 3                             | 6                             | 1             |   |   |                             |                             |                             |                             |                             |             |             |   |   |                  |                  |                  |                  |                  |                  |                  |  |
|  | Premjit Lall Jaidip Mukerjea         | Premjit Lall Jaidip Mukerjea         | Premjit Lall Jaidip Mukerjea         | Premjit Lall Jaidip Mukerjea         | 6                             | 6                             | 6           |  |  | Premjit Lall Jaidip Mukerjea        | Premjit Lall Jaidip Mukerjea        | 6                             | 3                             | 6                             | 3                             | 6             |   |   |                             |                             |                             |                             |                             |             |             |   |   |                  |                  |                  |                  |                  |                  |                  |  |
|  | Jacques Chaban-Delmas Henri Pellizza | Jacques Chaban-Delmas Henri Pellizza | Jacques Chaban-Delmas Henri Pellizza | Jacques Chaban-Delmas Henri Pellizza | 2                             | 3                             | 4           |  |  |                                     |                                     |                               |                               |                               |                               |               |   |   | Rod Laver Roy Emerson       | Rod Laver Roy Emerson       | Rod Laver Roy Emerson       | 4                           | 6                           | 6           | 6           |   |   |                  |                  |                  |                  |                  |                  |                  |  |
|  | Mario Llamas Manuel Santana          | Mario Llamas Manuel Santana          | Mario Llamas Manuel Santana          | Mario Llamas Manuel Santana          | 6                             | 6                             | 6           |  |  |                                     |                                     |                               |                               |                               |                               |               |   |   |                             |                             | Mario Llamas Manuel Santana | Mario Llamas Manuel Santana | Mario Llamas Manuel Santana | 6           | 4           | 4 | 3 |                  |                  |                  |                  |                  |                  |                  |  |
|  | Patrice Beust P. Duxin               | Patrice Beust P. Duxin               | Patrice Beust P. Duxin               | Patrice Beust P. Duxin               | 1                             | 4                             | 4           |  |  | Mario Llamas Manuel Santana         | Mario Llamas Manuel Santana         | Mario Llamas Manuel Santana   | Mario Llamas Manuel Santana   | Mario Llamas Manuel Santana   | Mario Llamas Manuel Santana   | w/o           |   |   |                             |                             |                             |                             |                             |             |             |   |   |                  |                  |                  |                  |                  |                  |                  |  |
|  | Jacques Malosse Marcel Schaff        | Jacques Malosse Marcel Schaff        | Jacques Malosse Marcel Schaff        | Jacques Malosse Marcel Schaff        | Jacques Malosse Marcel Schaff | Jacques Malosse Marcel Schaff | w/o         |  |  | Jacques Malosse Marcel Schaff       | Jacques Malosse Marcel Schaff       | Jacques Malosse Marcel Schaff | Jacques Malosse Marcel Schaff | Jacques Malosse Marcel Schaff | Jacques Malosse Marcel Schaff |               |   |   |                             |                             |                             |                             |                             |             |             |   |   |                  |                  |                  |                  |                  |                  |                  |  |
|  | Jørgen Ulrich Torben Ulrich          | Jørgen Ulrich Torben Ulrich          | Jørgen Ulrich Torben Ulrich          | Jørgen Ulrich Torben Ulrich          | Jørgen Ulrich Torben Ulrich   | Jørgen Ulrich Torben Ulrich   |             |  |  |                                     |                                     |                               |                               |                               |                               |               |   |   | Mario Llamas Manuel Santana | Mario Llamas Manuel Santana | Mario Llamas Manuel Santana | Mario Llamas Manuel Santana | 6                           | 9           | 6           |   |   |                  |                  |                  |                  |                  |                  |                  |  |
|  | Greg Hughes Geoffrey Pares           | Greg Hughes Geoffrey Pares           | Greg Hughes Geoffrey Pares           | Greg Hughes Geoffrey Pares           | 6                             | 6                             | 6           |  |  |                                     |                                     | Jacques Brichant Gérard Pilet | Jacques Brichant Gérard Pilet | Jacques Brichant Gérard Pilet | Jacques Brichant Gérard Pilet | 3             | 7 | 2 |                             |                             |                             |                             |                             |             |             |   |   |                  |                  |                  |                  |                  |                  |                  |  |
|  | John Lesch John McDonald             | John Lesch John McDonald             | John Lesch John McDonald             | John Lesch John McDonald             | 2                             | 4                             | 3           |  |  | Greg Hughes Geoffrey Pares          | Greg Hughes Geoffrey Pares          | Greg Hughes Geoffrey Pares    | Greg Hughes Geoffrey Pares    | 1                             | 2                             | 6             |   |   |                             |                             |                             |                             |                             |             |             |   |   |                  |                  |                  |                  |                  |                  |                  |  |
|  | Jacques Brichant Gérard Pilet        | Jacques Brichant Gérard Pilet        | 4                                    | 4                                    | 7                             | 6                             | 8           |  |  | Jacques Brichant Gérard Pilet       | Jacques Brichant Gérard Pilet       | Jacques Brichant Gérard Pilet | Jacques Brichant Gérard Pilet | 6                             | 6                             | 8             |   |   |                             |                             |                             |                             |                             |             |             |   |   |                  |                  |                  |                  |                  |                  |                  |  |
|  | Ingo Buding Dieter Ecklebe           | Ingo Buding Dieter Ecklebe           | 6                                    | 6                                    | 5                             | 4                             | 6           |  |  |                                     |                                     |                               |                               |                               |                               |               |   |   |                             |                             |                             |                             |                             |             |             |   |   |                  |                  |                  |                  |                  |                  |                  |  |

#### Sezione 2
|  | Primo turno                             | Primo turno                             | Primo turno                             | Primo turno                             | Primo turno                      | Primo turno                      | Primo turno |  |  | Secondo turno                         | Secondo turno                         | Secondo turno                         | Secondo turno                         | Secondo turno                         | Secondo turno | Secondo turno |   |   | Terzo turno               | Terzo turno               | Terzo turno              | Terzo turno             | Terzo turno | Terzo turno | Terzo turno |   |   | Quarti di finale | Quarti di finale | Quarti di finale | Quarti di finale | Quarti di finale | Quarti di finale | Quarti di finale |  |
|  |                                         |                                         |                                         |                                         |                                  |                                  |             |  |  |                                       |                                       |                                       |                                       |                                       |               |               |   |   |                           |                           |                          |                         |             |             |             |   |   |                  |                  |                  |                  |                  |                  |                  |  |
|  | Jan-Erik Lundquist Ulf Schmidt          | Jan-Erik Lundquist Ulf Schmidt          | Jan-Erik Lundquist Ulf Schmidt          | 7                                       | 6                                | 4                                | 7           |  |  |                                       |                                       |                                       |                                       |                                       |               |               |   |   |                           |                           |                          |                         |             |             |             |   |   |                  |                  |                  |                  |                  |                  |                  |  |
|  | Jiří Javorský Sergio Tacchini           | Jiří Javorský Sergio Tacchini           | Jiří Javorský Sergio Tacchini           | 5                                       | 0                                | 6                                | 5           |  |  | Jan-Erik Lundquist Ulf Schmidt        | Jan-Erik Lundquist Ulf Schmidt        | Jan-Erik Lundquist Ulf Schmidt        | Jan-Erik Lundquist Ulf Schmidt        | 3                                     | 3             | 4             |   |   |                           |                           |                          |                         |             |             |             |   |   |                  |                  |                  |                  |                  |                  |                  |  |
|  | Adrian Bey Robin Sanders                | Adrian Bey Robin Sanders                | Adrian Bey Robin Sanders                | 6                                       | 2                                | 8                                | 6           |  |  | Adrian Bey Robin Sanders              | Adrian Bey Robin Sanders              | Adrian Bey Robin Sanders              | Adrian Bey Robin Sanders              | 6                                     | 6             | 6             |   |   |                           |                           |                          |                         |             |             |             |   |   |                  |                  |                  |                  |                  |                  |                  |  |
|  | John Barrett Mike Hann                  | John Barrett Mike Hann                  | John Barrett Mike Hann                  | 2                                       | 6                                | 6                                | 4           |  |  |                                       |                                       |                                       |                                       |                                       |               |               |   |   | Adrian Bey Robin Sanders  | Adrian Bey Robin Sanders  | Adrian Bey Robin Sanders | 6                       | 4           | 6           | 6           |   |   |                  |                  |                  |                  |                  |                  |                  |  |
|  | Marc Lasry Marcel Lemasson              | Marc Lasry Marcel Lemasson              | Marc Lasry Marcel Lemasson              | Marc Lasry Marcel Lemasson              | 9                                | 6                                | 6           |  |  |                                       |                                       | Jean-Claude Barclay François Jauffret | Jean-Claude Barclay François Jauffret | Jean-Claude Barclay François Jauffret | 4             | 6             | 2 | 2 |                           |                           |                          |                         |             |             |             |   |   |                  |                  |                  |                  |                  |                  |                  |  |
|  | Jean Borotra J.C. Dortel                | Jean Borotra J.C. Dortel                | Jean Borotra J.C. Dortel                | Jean Borotra J.C. Dortel                | 7                                | 0                                | 4           |  |  | Marc Lasry Marcel Lemasson            | Marc Lasry Marcel Lemasson            | Marc Lasry Marcel Lemasson            | Marc Lasry Marcel Lemasson            | 6                                     | 2             | 2             |   |   |                           |                           |                          |                         |             |             |             |   |   |                  |                  |                  |                  |                  |                  |                  |  |
|  | Jean-Claude Barclay François Jauffret   | Jean-Claude Barclay François Jauffret   | Jean-Claude Barclay François Jauffret   | Jean-Claude Barclay François Jauffret   | 6                                | 6                                | 6           |  |  | Jean-Claude Barclay François Jauffret | Jean-Claude Barclay François Jauffret | Jean-Claude Barclay François Jauffret | Jean-Claude Barclay François Jauffret | 8                                     | 6             | 6             |   |   |                           |                           |                          |                         |             |             |             |   |   |                  |                  |                  |                  |                  |                  |                  |  |
|  | Federico Mackinlay Taki Theodoracopulos | Federico Mackinlay Taki Theodoracopulos | Federico Mackinlay Taki Theodoracopulos | Federico Mackinlay Taki Theodoracopulos | 0                                | 4                                | 3           |  |  |                                       |                                       |                                       |                                       |                                       |               |               |   |   | Adrian Bey Robin Sanders  | Adrian Bey Robin Sanders  | 3                        | 6                       | 8           | 3           | 6           |   |   |                  |                  |                  |                  |                  |                  |                  |  |
|  | Albert Gaertner Abe Segal               | Albert Gaertner Abe Segal               | Albert Gaertner Abe Segal               | Albert Gaertner Abe Segal               | 6                                | 6                                | 6           |  |  |                                       |                                       |                                       |                                       |                                       |               |               |   |   |                           |                           | Alan Mills Bobby Wilson  | Alan Mills Bobby Wilson | 6           | 2           | 6           | 6 | 4 |                  |                  |                  |                  |                  |                  |                  |  |
|  | Crawford Henry Ron Holmberg             | Crawford Henry Ron Holmberg             | Crawford Henry Ron Holmberg             | Crawford Henry Ron Holmberg             | 2                                | 4                                | 1           |  |  | Albert Gaertner Abe Segal             | Albert Gaertner Abe Segal             | Albert Gaertner Abe Segal             | 6                                     | 6                                     | 2             | 7             |   |   |                           |                           |                          |                         |             |             |             |   |   |                  |                  |                  |                  |                  |                  |                  |  |
|  | Wilhelm Bungert Christian Kuhnke        | Wilhelm Bungert Christian Kuhnke        | Wilhelm Bungert Christian Kuhnke        | Wilhelm Bungert Christian Kuhnke        | Wilhelm Bungert Christian Kuhnke | Wilhelm Bungert Christian Kuhnke | w/o         |  |  | Wilhelm Bungert Christian Kuhnke      | Wilhelm Bungert Christian Kuhnke      | Wilhelm Bungert Christian Kuhnke      | 3                                     | 4                                     | 6             | 5             |   |   |                           |                           |                          |                         |             |             |             |   |   |                  |                  |                  |                  |                  |                  |                  |  |
|  | Pierre Barthes Bernard Boutboul         | Pierre Barthes Bernard Boutboul         | Pierre Barthes Bernard Boutboul         | Pierre Barthes Bernard Boutboul         | Pierre Barthes Bernard Boutboul  | Pierre Barthes Bernard Boutboul  |             |  |  |                                       |                                       |                                       |                                       |                                       |               |               |   |   | Albert Gaertner Abe Segal | Albert Gaertner Abe Segal | 6                        | 9                       | 6           | 2           | 2           |   |   |                  |                  |                  |                  |                  |                  |                  |  |
|  | Ivko Plecevic Vladimir Presecki         | Ivko Plecevic Vladimir Presecki         | Ivko Plecevic Vladimir Presecki         | Ivko Plecevic Vladimir Presecki         | Ivko Plecevic Vladimir Presecki  | Ivko Plecevic Vladimir Presecki  | w/o         |  |  |                                       |                                       | Alan Mills Bobby Wilson               | Alan Mills Bobby Wilson               | 3                                     | 11            | 2             | 6 | 6 |                           |                           |                          |                         |             |             |             |   |   |                  |                  |                  |                  |                  |                  |                  |  |
|  | Georges Sturdza Dimitri Sturdza         | Georges Sturdza Dimitri Sturdza         | Georges Sturdza Dimitri Sturdza         | Georges Sturdza Dimitri Sturdza         | Georges Sturdza Dimitri Sturdza  | Georges Sturdza Dimitri Sturdza  |             |  |  | Ivko Plećević Vladimir Presecki       | Ivko Plećević Vladimir Presecki       | Ivko Plećević Vladimir Presecki       | Ivko Plećević Vladimir Presecki       | 3                                     | 4             | 3             |   |   |                           |                           |                          |                         |             |             |             |   |   |                  |                  |                  |                  |                  |                  |                  |  |
|  | Alan Mills Bobby Wilson                 | Alan Mills Bobby Wilson                 | Alan Mills Bobby Wilson                 | Alan Mills Bobby Wilson                 | 6                                | 6                                | 6           |  |  | Alan Mills Bobby Wilson               | Alan Mills Bobby Wilson               | Alan Mills Bobby Wilson               | Alan Mills Bobby Wilson               | 6                                     | 6             | 6             |   |   |                           |                           |                          |                         |             |             |             |   |   |                  |                  |                  |                  |                  |                  |                  |  |
|  | Ken Fletcher John Newcombe              | Ken Fletcher John Newcombe              | Ken Fletcher John Newcombe              | Ken Fletcher John Newcombe              | 2                                | 3                                | 4           |  |  |                                       |                                       |                                       |                                       |                                       |               |               |   |   |                           |                           |                          |                         |             |             |             |   |   |                  |                  |                  |                  |                  |                  |                  |  |

### Parte bassa

#### Sezione 3
|  | Primo turno                           | Primo turno                           | Primo turno                           | Primo turno                           | Primo turno                           | Primo turno                           | Primo turno |  |  | Secondo turno                          | Secondo turno                          | Secondo turno                          | Secondo turno                          | Secondo turno          | Secondo turno          | Secondo turno |   |   | Terzo turno                        | Terzo turno                        | Terzo turno                        | Terzo turno                        | Terzo turno            | Terzo turno            | Terzo turno |   |   | Quarti di finale | Quarti di finale | Quarti di finale | Quarti di finale | Quarti di finale | Quarti di finale | Quarti di finale |  |
|  |                                       |                                       |                                       |                                       |                                       |                                       |             |  |  |                                        |                                        |                                        |                                        |                        |                        |               |   |   |                                    |                                    |                                    |                                    |                        |                        |             |   |   |                  |                  |                  |                  |                  |                  |                  |  |
|  | Christian Duxin Christian Viron       | Christian Duxin Christian Viron       | 3                                     | 7                                     | 6                                     | 1                                     | 8           |  |  |                                        |                                        |                                        |                                        |                        |                        |               |   |   |                                    |                                    |                                    |                                    |                        |                        |             |   |   |                  |                  |                  |                  |                  |                  |                  |  |
|  | Will Coghlan Martin Mulligan          | Will Coghlan Martin Mulligan          | 6                                     | 5                                     | 1                                     | 6                                     | 6           |  |  | Christian Duxin Christian Viron        | Christian Duxin Christian Viron        | Christian Duxin Christian Viron        | 6                                      | 4                      | 5                      | 3             |   |   |                                    |                                    |                                    |                                    |                        |                        |             |   |   |                  |                  |                  |                  |                  |                  |                  |  |
|  | Isaías Pimentel Patricio Rodríguez    | Isaías Pimentel Patricio Rodríguez    | Isaías Pimentel Patricio Rodríguez    | Isaías Pimentel Patricio Rodríguez    | 6                                     | 8                                     | 6           |  |  | Isaías Pimentel Patricio Rodríguez     | Isaías Pimentel Patricio Rodríguez     | Isaías Pimentel Patricio Rodríguez     | 1                                      | 6                      | 7                      | 6             |   |   |                                    |                                    |                                    |                                    |                        |                        |             |   |   |                  |                  |                  |                  |                  |                  |                  |  |
|  | Ian Crookenden Lew Gerrard            | Ian Crookenden Lew Gerrard            | Ian Crookenden Lew Gerrard            | Ian Crookenden Lew Gerrard            | 0                                     | 6                                     | 4           |  |  |                                        |                                        |                                        |                                        |                        |                        |               |   |   | Isaías Pimentel Patricio Rodríguez | Isaías Pimentel Patricio Rodríguez | 6                                  | 7                                  | 6                      | 6                      | 6           |   |   |                  |                  |                  |                  |                  |                  |                  |  |
|  | Daniel Contet Jacques Renavand        | Daniel Contet Jacques Renavand        | Daniel Contet Jacques Renavand        | Daniel Contet Jacques Renavand        | 6                                     | 6                                     | 6           |  |  |                                        |                                        | Ronald Barnes Carlos Alberto Fernandes | Ronald Barnes Carlos Alberto Fernandes | 8                      | 5                      | 3             | 8 | 3 |                                    |                                    |                                    |                                    |                        |                        |             |   |   |                  |                  |                  |                  |                  |                  |                  |  |
|  | Roland Borghini Adrien Viviani        | Roland Borghini Adrien Viviani        | Roland Borghini Adrien Viviani        | Roland Borghini Adrien Viviani        | 3                                     | 2                                     | 4           |  |  | Daniel Contet Jacques Renavand         | Daniel Contet Jacques Renavand         | Daniel Contet Jacques Renavand         | 5                                      | 6                      | 5                      | 16            |   |   |                                    |                                    |                                    |                                    |                        |                        |             |   |   |                  |                  |                  |                  |                  |                  |                  |  |
|  |                                       |                                       |                                       |                                       |                                       |                                       |             |  |  | Ronald Barnes Carlos Alberto Fernandes | Ronald Barnes Carlos Alberto Fernandes | Ronald Barnes Carlos Alberto Fernandes | 7                                      | 3                      | 7                      | 18            |   |   |                                    |                                    |                                    |                                    |                        |                        |             |   |   |                  |                  |                  |                  |                  |                  |                  |  |
|  |                                       |                                       |                                       |                                       |                                       |                                       |             |  |  |                                        |                                        |                                        |                                        |                        |                        |               |   |   | Isaías Pimentel Patricio Rodríguez | Isaías Pimentel Patricio Rodríguez | Isaías Pimentel Patricio Rodríguez | Isaías Pimentel Patricio Rodríguez | 4                      | 4                      | 4           |   |   |                  |                  |                  |                  |                  |                  |                  |  |
|  | Boro Jovanović Nikola Pilić           | Boro Jovanović Nikola Pilić           | Boro Jovanović Nikola Pilić           | Boro Jovanović Nikola Pilić           | Boro Jovanović Nikola Pilić           | Boro Jovanović Nikola Pilić           | w/o         |  |  |                                        |                                        |                                        |                                        |                        |                        |               |   |   |                                    |                                    | Bob Hewitt Fred Stolle             | Bob Hewitt Fred Stolle             | Bob Hewitt Fred Stolle | Bob Hewitt Fred Stolle | 6           | 6 | 6 |                  |                  |                  |                  |                  |                  |                  |  |
|  | Pierre Rinderknecht Jean Paul Vincent | Pierre Rinderknecht Jean Paul Vincent | Pierre Rinderknecht Jean Paul Vincent | Pierre Rinderknecht Jean Paul Vincent | Pierre Rinderknecht Jean Paul Vincent | Pierre Rinderknecht Jean Paul Vincent |             |  |  | Boro Jovanović Nikola Pilić            | Boro Jovanović Nikola Pilić            | Boro Jovanović Nikola Pilić            | Boro Jovanović Nikola Pilić            | 6                      | 6                      | 7             |   |   |                                    |                                    |                                    |                                    |                        |                        |             |   |   |                  |                  |                  |                  |                  |                  |                  |  |
|  | William Álvarez Correa                | William Álvarez Correa                | William Álvarez Correa                | William Álvarez Correa                | William Álvarez Correa                | William Álvarez Correa                | w/o         |  |  | William Álvarez Correa                 | William Álvarez Correa                 | William Álvarez Correa                 | William Álvarez Correa                 | 3                      | 3                      | 5             |   |   |                                    |                                    |                                    |                                    |                        |                        |             |   |   |                  |                  |                  |                  |                  |                  |                  |  |
|  | Jean-Noël Grinda Ivan Molinari        | Jean-Noël Grinda Ivan Molinari        | Jean-Noël Grinda Ivan Molinari        | Jean-Noël Grinda Ivan Molinari        | Jean-Noël Grinda Ivan Molinari        | Jean-Noël Grinda Ivan Molinari        |             |  |  |                                        |                                        |                                        |                                        |                        |                        |               |   |   | Boro Jovanović Nikola Pilić        | Boro Jovanović Nikola Pilić        | Boro Jovanović Nikola Pilić        | Boro Jovanović Nikola Pilić        | 1                      | 2                      | 3           |   |   |                  |                  |                  |                  |                  |                  |                  |  |
|  | François Godbout John Swann           | François Godbout John Swann           | François Godbout John Swann           | François Godbout John Swann           | 6                                     | 6                                     | 10          |  |  |                                        |                                        | Bob Hewitt Fred Stolle                 | Bob Hewitt Fred Stolle                 | Bob Hewitt Fred Stolle | Bob Hewitt Fred Stolle | 6             | 6 | 6 |                                    |                                    |                                    |                                    |                        |                        |             |   |   |                  |                  |                  |                  |                  |                  |                  |  |
|  | Stefano Borghi Stefano Gaudenzi       | Stefano Borghi Stefano Gaudenzi       | Stefano Borghi Stefano Gaudenzi       | Stefano Borghi Stefano Gaudenzi       | 2                                     | 2                                     | 8           |  |  | François Godbout John Swann            | François Godbout John Swann            | François Godbout John Swann            | François Godbout John Swann            | 2                      | 2                      | 5             |   |   |                                    |                                    |                                    |                                    |                        |                        |             |   |   |                  |                  |                  |                  |                  |                  |                  |  |
|  | Bob Hewitt Fred Stolle                | Bob Hewitt Fred Stolle                | Bob Hewitt Fred Stolle                | Bob Hewitt Fred Stolle                | 6                                     | 6                                     | 6           |  |  | Bob Hewitt Fred Stolle                 | Bob Hewitt Fred Stolle                 | Bob Hewitt Fred Stolle                 | Bob Hewitt Fred Stolle                 | 6                      | 6                      | 7             |   |   |                                    |                                    |                                    |                                    |                        |                        |             |   |   |                  |                  |                  |                  |                  |                  |                  |  |
|  | Wiesław Gąsiorek Władysław Skonecki   | Wiesław Gąsiorek Władysław Skonecki   | Wiesław Gąsiorek Władysław Skonecki   | Wiesław Gąsiorek Władysław Skonecki   | 2                                     | 2                                     | 3           |  |  |                                        |                                        |                                        |                                        |                        |                        |               |   |   |                                    |                                    |                                    |                                    |                        |                        |             |   |   |                  |                  |                  |                  |                  |                  |                  |  |

#### Sezione 4
|  | Primo turno                              | Primo turno                              | Primo turno                              | Primo turno                              | Primo turno                              | Primo turno                              | Primo turno |  |  | Secondo turno                     | Secondo turno                     | Secondo turno                     | Secondo turno                     | Secondo turno                     | Secondo turno                     | Secondo turno |   |   | Terzo turno                      | Terzo turno                      | Terzo turno                       | Terzo turno                       | Terzo turno                       | Terzo turno | Terzo turno |   |   | Quarti di finale | Quarti di finale | Quarti di finale | Quarti di finale | Quarti di finale | Quarti di finale | Quarti di finale |  |
|  |                                          |                                          |                                          |                                          |                                          |                                          |             |  |  |                                   |                                   |                                   |                                   |                                   |                                   |               |   |   |                                  |                                  |                                   |                                   |                                   |             |             |   |   |                  |                  |                  |                  |                  |                  |                  |  |
|  | Tony Pickard Mike Sangster               | Tony Pickard Mike Sangster               | Tony Pickard Mike Sangster               | Tony Pickard Mike Sangster               | Tony Pickard Mike Sangster               | Tony Pickard Mike Sangster               | w/o         |  |  |                                   |                                   |                                   |                                   |                                   |                                   |               |   |   |                                  |                                  |                                   |                                   |                                   |             |             |   |   |                  |                  |                  |                  |                  |                  |                  |  |
|  | Patricio Apey Ernesto Aguirre            | Patricio Apey Ernesto Aguirre            | Patricio Apey Ernesto Aguirre            | Patricio Apey Ernesto Aguirre            | Patricio Apey Ernesto Aguirre            | Patricio Apey Ernesto Aguirre            |             |  |  | Tony Pickard Mike Sangster        | Tony Pickard Mike Sangster        | Tony Pickard Mike Sangster        | Tony Pickard Mike Sangster        | Tony Pickard Mike Sangster        | Tony Pickard Mike Sangster        | w/o           |   |   |                                  |                                  |                                   |                                   |                                   |             |             |   |   |                  |                  |                  |                  |                  |                  |                  |  |
|  | T. Clayton C. De Haes                    | T. Clayton C. De Haes                    | T. Clayton C. De Haes                    | T. Clayton C. De Haes                    | T. Clayton C. De Haes                    | T. Clayton C. De Haes                    | w/o         |  |  | T. Clayton C. De Haes             | T. Clayton C. De Haes             | T. Clayton C. De Haes             | T. Clayton C. De Haes             | T. Clayton C. De Haes             | T. Clayton C. De Haes             |               |   |   |                                  |                                  |                                   |                                   |                                   |             |             |   |   |                  |                  |                  |                  |                  |                  |                  |  |
|  | Eric Drossart Jean-Claude Van der Borght | Eric Drossart Jean-Claude Van der Borght | Eric Drossart Jean-Claude Van der Borght | Eric Drossart Jean-Claude Van der Borght | Eric Drossart Jean-Claude Van der Borght | Eric Drossart Jean-Claude Van der Borght |             |  |  |                                   |                                   |                                   |                                   |                                   |                                   |               |   |   | Tony Pickard Mike Sangster       | Tony Pickard Mike Sangster       | Tony Pickard Mike Sangster        | 3                                 | 4                                 | 6           | 2           |   |   |                  |                  |                  |                  |                  |                  |                  |  |
|  | Enrique Morea Eduardo Soriano            | Enrique Morea Eduardo Soriano            | Enrique Morea Eduardo Soriano            | Enrique Morea Eduardo Soriano            | 6                                        | 9                                        | 6           |  |  |                                   |                                   | Robert Howe Bob Mark              | Robert Howe Bob Mark              | Robert Howe Bob Mark              | 6                                 | 6             | 1 | 6 |                                  |                                  |                                   |                                   |                                   |             |             |   |   |                  |                  |                  |                  |                  |                  |                  |  |
|  | Paul Jalabert Xavier Perreau Saussine    | Paul Jalabert Xavier Perreau Saussine    | Paul Jalabert Xavier Perreau Saussine    | Paul Jalabert Xavier Perreau Saussine    | 0                                        | 7                                        | 3           |  |  | Enrique Morea Eduardo Soriano     | Enrique Morea Eduardo Soriano     | Enrique Morea Eduardo Soriano     | Enrique Morea Eduardo Soriano     | 3                                 | 5                                 | 4             |   |   |                                  |                                  |                                   |                                   |                                   |             |             |   |   |                  |                  |                  |                  |                  |                  |                  |  |
|  | Robert Howe Bob Mark                     | Robert Howe Bob Mark                     | Robert Howe Bob Mark                     | Robert Howe Bob Mark                     | 6                                        | 14                                       | 6           |  |  | Robert Howe Bob Mark              | Robert Howe Bob Mark              | Robert Howe Bob Mark              | Robert Howe Bob Mark              | 6                                 | 7                                 | 6             |   |   |                                  |                                  |                                   |                                   |                                   |             |             |   |   |                  |                  |                  |                  |                  |                  |                  |  |
|  | Julian Coni Mark Otway                   | Julian Coni Mark Otway                   | Julian Coni Mark Otway                   | Julian Coni Mark Otway                   | 2                                        | 12                                       | 2           |  |  |                                   |                                   |                                   |                                   |                                   |                                   |               |   |   | Robert Howe Bob Mark             | Robert Howe Bob Mark             | Robert Howe Bob Mark              | 4                                 | 6                                 | 6           | 6           |   |   |                  |                  |                  |                  |                  |                  |                  |  |
|  | Neil Gibson Barry Phillips-Moore         | Neil Gibson Barry Phillips-Moore         | Neil Gibson Barry Phillips-Moore         | Neil Gibson Barry Phillips-Moore         | 7                                        | 6                                        | 6           |  |  |                                   |                                   |                                   |                                   |                                   |                                   |               |   |   |                                  |                                  | Nicola Pietrangeli Orlando Sirola | Nicola Pietrangeli Orlando Sirola | Nicola Pietrangeli Orlando Sirola | 6           | 0           | 1 | 3 |                  |                  |                  |                  |                  |                  |                  |  |
|  | Mustapha Belkhodja Michel Vaubrun        | Mustapha Belkhodja Michel Vaubrun        | Mustapha Belkhodja Michel Vaubrun        | Mustapha Belkhodja Michel Vaubrun        | 5                                        | 3                                        | 4           |  |  | Neil Gibson Barry Phillips-Moore  | Neil Gibson Barry Phillips-Moore  | Neil Gibson Barry Phillips-Moore  | Neil Gibson Barry Phillips-Moore  | 6                                 | 6                                 | 6             |   |   |                                  |                                  |                                   |                                   |                                   |             |             |   |   |                  |                  |                  |                  |                  |                  |                  |  |
|  |                                          |                                          |                                          |                                          |                                          |                                          |             |  |  | Alain Bresson István Gulyás       | Alain Bresson István Gulyás       | Alain Bresson István Gulyás       | Alain Bresson István Gulyás       | 4                                 | 2                                 | 4             |   |   |                                  |                                  |                                   |                                   |                                   |             |             |   |   |                  |                  |                  |                  |                  |                  |                  |  |
|  |                                          |                                          |                                          |                                          |                                          |                                          |             |  |  |                                   |                                   |                                   |                                   |                                   |                                   |               |   |   | Neil Gibson Barry Phillips-Moore | Neil Gibson Barry Phillips-Moore | Neil Gibson Barry Phillips-Moore  | Neil Gibson Barry Phillips-Moore  | 1                                 | 4           | 2           |   |   |                  |                  |                  |                  |                  |                  |                  |  |
|  |                                          |                                          |                                          |                                          |                                          |                                          |             |  |  |                                   |                                   | Nicola Pietrangeli Orlando Sirola | Nicola Pietrangeli Orlando Sirola | Nicola Pietrangeli Orlando Sirola | Nicola Pietrangeli Orlando Sirola | 6             | 6 | 6 |                                  |                                  |                                   |                                   |                                   |             |             |   |   |                  |                  |                  |                  |                  |                  |                  |  |
|  |                                          |                                          |                                          |                                          |                                          |                                          |             |  |  | Nicola Pietrangeli Orlando Sirola | Nicola Pietrangeli Orlando Sirola | Nicola Pietrangeli Orlando Sirola | Nicola Pietrangeli Orlando Sirola | Nicola Pietrangeli Orlando Sirola | Nicola Pietrangeli Orlando Sirola | w/o           |   |   |                                  |                                  |                                   |                                   |                                   |             |             |   |   |                  |                  |                  |                  |                  |                  |                  |  |
|  |                                          |                                          |                                          |                                          |                                          |                                          |             |  |  | Jarl Bibow M. Korv                |                                   |                                   |                                   |                                   |                                   |               |   |   |                                  |                                  |                                   |                                   |                                   |             |             |   |   |                  |                  |                  |                  |                  |                  |                  |  |